# Jordi Magraner
Jorge (dit Jordi) Frederico Magraner, né le 6 décembre 1958 à Casablanca et mort assassiné le 2 août 2002 dans le district de Chitral au Nord du Pakistan, est un zoologue, cryptozoologue et ethnologue franco-espagnol.
Il est connu pour ses recherches scientifiques axées sur les "Hominidés Reliques" de l'Asie centrale où il recueillit de nombreux témoignages de 1987 à 2002 au Nord du Pakistan sur l'existence de l'homme sauvage communément appelé « Barmanou ». Il a également étudié et défendu le peuple Kalash et sa culture, avant d'être tué, vraisemblablement par des fondamentalistes islamistes,.

## Biographie

### Enfance
Jorge dit « Jordi » (en catalan) passe son enfance à Valence (Espagne), le berceau familial, puis en 1964, fuyant le régime franquiste, sa famille s'installe à Valence dans la Drôme. Très tôt, Jordi Magraner manifeste une véritable passion pour la nature. Adolescent, il part volontiers dans les montagnes, entraînant avec lui de jeunes camarades pour leur faire découvrir d'autres horizons que les cités. Il est animé par un esprit d'aventure et de découverte, peu enclin à accepter les certitudes toutes faites sans les avoir testées, et toujours en quête d'une société plus juste.

### Études et expériences
De 1978 à 1982, il est membre d'un centre ornithologique du Rhône-Alpes (Société d'étude et de protection des vertébrés). Cette passion pour la nature avait conduit Jordi Magraner à poursuivre des études d'agriculture le menant jusqu'à un DEA (un master aujourd'hui) en zoologie et il travaillera dans cette branche jusqu'en 1983. De 1984 à 1987, il exerce la fonction de chargé d'étude en zoologie et procède à des études d'impact écologique à l'occasion des grands chantiers de construction d'autoroutes dans la région Rhône-Alpes ainsi qu'à l'inventaire faunistique des zones humides, la protection de l'environnement des zones naturelles d'intérêt écologique, floristique et faunistique du Vercors au parc régional du Vercors et en Isère. De 1991 à 1993 il rattaché au laboratoire des Reptiles et Amphibiens du Muséum National d'Histoire Naturelle (Paris). Jusqu'en 1989, il est chargé d'études en zoologie pour le compte du ministère des Transports (CETE de Lyon), de parcs naturels et d'associations de protection de la nature.

### Recherches, missions et expéditions
En 1977 Jordi découvre le livre de Bernard Heuvelmans et Boris Porchnev L'homme de Néanderthal est toujours vivant grâce à Suzanne Marius. Il est surpris que depuis la parution de leur livre en 1974, la science officielle n'ait pas tout mis en œuvre pour étudier la question. Jordi espérait que le Dr Heuvelmans allait finir par aboutir dans cette recherche. En 1987 Jordi eu l'opportunité de se lancer dans cette aventure scientifique grâce à de nombreuses personnes comme Anne Dambricourt Malassé, docteur du Muséum National d'Histoire Naturelle.
Jordi fait de nombreux voyages naturalistes à travers toute l'Europe afin de se préparer aux hautes montagnes qu' il avait choisi d'explorer dans le cadre de ses recherches, à savoir les montagnes de l'Hindou Kouch dans le Nord du Pakistan, zones reculées et encore peu exploitées par l'homme et n'ayant jamais été l'objet de précédentes recherches sur les hommes sauvages.
De 1987 à 1988, puis en 1990, il partit avec Yannick et Erik L'Homme dans le district de Chitral au Nord du Pakistan pour l'étude des hominidés reliques. Ils recueillirent des témoignages de bergers, de bûcherons et de familles locales sur les hommes sauvages locaux nommés "barmanou" au physique archaïque. Au terme de ces expéditions, il est convaincu que le barmanou est l'Homme pongoïde, un hominien décrit par Heuvelmans et Sanderson en 1968.
En 1990, Jordi décida de contacter le Dr Heuvelmans et lui montrer son travail qu'il approuva et l'encouragea à poursuivre. Jordi créé une association "Troglodytes" dans le but de soutenir toutes recherches allant dans ce sens. Jusqu'en 1993, il était aussi vacataire en herpétologie au Muséum National d'Histoire Naturelles de Paris où il poursuit ses observations sur des amphibiens et rencontre des anthropologues qui savent apprécier les résultats concernant ces "hominidés reliques". Il trouve un important soutien auprès de plusieurs professeurs, parmi lesquels Théodore Monod et Jean Chaline.
Ses recherches permettent alors de développer d'autres perspectives de recherche en préhistoire et en histoire des civilisations de l'Asie centrale, dans la grande tradition des explorateurs. Bien connu de la communauté européenne séjournant au Pakistan, Jordi Magraner assure l'intérim de la direction de l'Alliance française de Peshawar de 1994 à 1995. Il travaille ensuite pour l'ONG GTZ, au Nouristan, et aide à l'approvisionnement de cliniques isolées dans ces zones difficiles d'accès. En 1995 il participe également activement à l'organisation de missions préhistoriques franco-pakistanaises pour le compte du laboratoire de Préhistoire du Muséum en collaboration avec le département d'archéologie de l'université de Peshawar. Depuis, les résultats emportent la reconnaissance des plus grands spécialistes du peuple humain préhistorique d'Asie centrale.

### Jordi et le peuple Kalash
En 1998 il fonde une association, le Groupe d'études et de sauvegarde des civilisations de l'Hindou Kouch (GESCH), dans le but d'aider les dernières populations polythéistes d'Asie centrale, les Kalash, à redécouvrir et  transmettre leur religion, notamment grâce à la formation dispensée par les "Conteurs de la tradition". Aujourd'hui les Kalash ne comptent qu'entre deux et trois mille âmes confrontées jour après jour à l'extension du fondamentalisme, retranché dans ces zones montagneuses, véritables forteresses. Jordi Magraner, le 2 août 2002, fut sauvagement assassiné dans sa maison à Krakal (district de Chitral, Province de la frontière Nord Ouest du Pakistan), un meurtre commandité et organisé par des fondamentalistes que Jordi dérangeaient avec toutes ses investigations allant à l'encontre des pensées rigides et exécutoires d'un régime extrémiste encore omniprésent dans ces régions à ce jour. Un étudiant se trouvant dans la maison de Jordi a lui aussi été assassiné ce jour-là.
L'assassinat de Jordi Magraner fauche littéralement les recherches en cours et laisse les Kalash dans un dénuement dramatique. Pour ne pas perdre la richesse de ses travaux non publiés, par respect pour l'homme et son œuvre, ses proches ont créé l'association des "Amis de Jordi Magraner" afin d'aider à la récupération de ses biens. Dans le même esprit humaniste, une demande a été adressée à l'UNESCO pour inscrire la religion Kalash au patrimoine mondial de l'humanité. Jordi Magraner est resté parmi les Kalash et a été inhumé dans la tradition Kalash,. Sa tombe a été faite par les habitants de la vallée de Bumburet (Kalash et musulman).

### Publications et médias
Le grand public français, espagnol ou belge a eu l'occasion à maintes reprises de l'entendre s'exprimer dans le cadre d'émissions télévisées ou de lire les exploits de ses expéditions poursuivies au cœur de l'Hindou Kouch, en Asie centrale. Écran témoin en 1991 sur la chaîne RTBF ; Sur Canal Nou en Catalogne; TV DUES, Catalan en 1993; L'Odyssée de l'étrange sur TF1 animé par Jacques Pradel en 1995 ; Un film de Pascal Sutra-Fourcade fut diffusé sur Arte en février 1998, rediffusé à nouveau et encore après l'annonce par l'AFP de Peshawar de son assassinat.
Jordi fit de nombreuses conférences à Lyon, Valence, Bourgoin-Jallieu, Dijon, Paris, Cambridge, Bollène ...
Des articles dans de nombreux magazines comme Grands Reportages, Ano Cero, Archeologia, VSD, 3ème Millénaire...
Jordi publie un compte rendu de deux missions d'étude dans le district de Chitral au Pakistan en 1991 que l'on peut consulter sur internet.